# حقل أميناس للغاز الطبيعي
حقل عين أميناس، هو مشروع لإنتاج الغاز الطبيعي في تيقنتورين، بلدة عين أميناس، ولاية إليزي، الجزائر.

## التشغيل
يتكون المشروع من 4 حقول ومجموعة من مرافق الإنتاج والمعالجة في تيقنتورين، على بعد 25 كم من بلدة عين أميناس. بدأ العمل في المشروع في 2006. تعمل على إدارة المشروع سوناطراك الجزائرية، ب پ، وستات‌أويل. ويعتبر تيقنتورين من أشهر المواقع التي تشغلها سوناطراك في المنطقة.

## الأنتاج العام
ينتج الحقل 9 مليارات م³ من الغاز سنوياً (160 ألف برميل من المكافئ النفطي يومياً) أو أكثر من 10% من اجمالي إنتاج الجزائر من الغاز. وعادة ما ينتج الحقل أيضاً 60 ألف برميل من المكثفات يومياً.
بعد أزمة الرهائن بعين أميناس في يناير 2013، توقف إنتاج الغاز من منشأة عين أميناس، ولم تحطط وزارة الطاقة الجزائرية موعد لإعادة إستئناف العمل بالموقع، لحين الانتهاء من عملية نزع الألغام، التي خلفها المختطفون في المنطقة.

## خط الأنابيب
الحقل نقطة بداية لخط أنابيب عين أميناس-حوض الحمراء وخط أنابيب عين أميناس-حاسي مسعود.

## أزمة الرهائن 2013
في 16 يناير 2013، وقعت عملية احتجاز رهائن أجانب وجزائريين، من قبل متطرفين إسلامويين منشقين عن القاعدة بتيقنتورين، 30 كم غرب عين أمناس في جنوب-شرق الجزائر، كرد فعل على التدخل العسكري الفرنسي في مالي التي أطلقت خمسة أيام من قبل والتي صفت بأنها «عدوان». المحتجزين رهنوا أكثر من 150 شخصا من بينهم أكثر من أربعين من الأجانب من جنسيات مختلفة، يعملون في حقل استغلال الغاز.